# Кубок Короля Бахрейну з футболу 2024—2025
Кубок Короля Бахрейну з футболу 2024—2025 — 70-й розіграш кубкового футбольного турніру у Бахрейні. Титул володаря кубка вдруге здобув Аль-Халдія.

## Календар
| Раунд            | Дата                     | Матчі | Клуби   |
| ---------------- | ------------------------ | ----- | ------- |
| Попередній раунд | 24-25 січня 2025         | 8     | 24 → 16 |
| 1/8 фіналу       | 30 січня - 2 лютого 2025 | 8     | 16 → 8  |
| 1/4 фіналу       | 27-28 лютого 2025        | 4     | 8 → 4   |
| 1/2 фіналу       | 9-10 квітня 2025         | 2     | 4 → 2   |
| Фінал            | 18 квітня 2025           | 1     | 2 → 1   |

## 1/8 фіналу
| Команда 1          | Рахунок | Команда 2    |
| ------------------ | ------- | ------------ |
| 30 січня 2025      |         |              |
| Аль-Хідд (2)       | 1:2     | Аль-Шабаб    |
| Іст Ріффа          | 1:0     | Манама Клаб  |
| 1 лютого 2025      |         |              |
| Бахрейн СК         | 0:2     | Аль-Ріффа    |
| Бурі (2)           | 0:1     | Сітра        |
| Аль-Іттіфак (2)    | 1:2     | Аль-Аглі     |
| 2 лютого 2025      |         |              |
| Ітіхад Аль-Ріф (2) | 1:6     | Аль-Халдія   |
| Аль-Хала (2)       | 3:1     | Аль-Наджма   |
| Будая (2)          | 2:4     | Аль-Мухаррак |

## 1/4 фіналу
| Команда 1      | Рахунок      | Команда 2    |
| -------------- | ------------ | ------------ |
| 27 лютого 2025 |              |              |
| Аль-Шабаб      | 1:2          | Аль-Мухаррак |
| Сітра          | 2:1          | Аль-Аглі     |
| 28 лютого 2025 |              |              |
| Аль-Халдія     | 6:2          | Аль-Хала (2) |
| Аль-Ріффа      | 2:2 пен. 7:6 | Іст Ріффа    |

## 1/2 фіналу
| Команда 1      | Рахунок | Команда 2    |
| -------------- | ------- | ------------ |
| 9 квітня 2025  |         |              |
| Аль-Ріффа      | 1:2     | Сітра        |
| 10 квітня 2025 |         |              |
| Аль-Халдія     | 2:0     | Аль-Мухаррак |

## Фінал
| 18 квітня 2025 17:15 (EEST) |

| Аль-Халдія                                         | 3:2      | Сітра                         |
| -------------------------------------------------- | -------- | ----------------------------- |
| Маринкович 45+1' Аль-Хумайдан 47' Абдулджаббар 78' | Протокол | Майкон Дуглас 27' Альхадж 30' |

| Халіфа Спортс Сіті Стедіум, Мадінат-Іса |